# Deportivo 18 de Marzo
Deportivo 18 de Marzo è una stazione della metropolitana di Città del Messico, situata sulle linee 3 e 6.
La stazione deve il suo nome all'adiacente complesso sportivo Deportivo 18 de Marzo, e il logo che la identifica rappresenta un giocatore di Tlachtli. È stata inaugurata il 1º dicembre 1979, mentre il servizio sulla linea 6 iniziò dall'8 luglio 1986.
Originariamente il nome della stazione era Basílica, e il logo rappresentava la nuova basilica di Nostra Signora di Guadalupe, situata circa un kilometro a est della fermata. Tuttavia quando le autorità modificarono il nome della stazione La Villa in La Villa-Basílica, una fermata più vicina al santuario, cambiarono anche il nome della stazione Basílica in Deportivo 18 de Marzo.